# Leonhard von Selchow
Leonhard Rudolf Mordian von Selchow (* 11. Oktober 1809 in Rettkewitz; † 9. Februar 1893 in Halle (Saale)) war ein preußischer Generalleutnant.

## Leben

### Herkunft und Familie
Leonhard war Angehöriger des Adelsgeschlechts von Selchow. Seine Eltern waren der Kapitän im Infanterieregiment „von Kauffberg“ (Nr. 51), Landrat im Kreis Lauenburg-Bütow und Erbherr auf Rettkewitz, Friedrich von Selchow (1769–1845) und Friederike Ludowika Amalie, geborene Kummer (1783–1864). Er vermählte sich Berlin 1850 in Berlin mit Emmy Kloer (1821–1900), Tochter des Rittergutsbesitzers zu Märzdorf und Kreisdeputierten Carl Ferdinand Kloer (1786–1857). Die Ehe blieb jedoch kinderlos.

### Werdegang
Seine Laufbahn in der preußischen Armee begann Selchow im Jahre 1827 als Grenadier im Kaiser Franz Grenadier-Regiment Nr. 2. Er avancierte 1828 zum Unteroffizier und Portepeefähnrich, wurde 1829 als Sekondeleutnant ebd. aggregiert und 1831 einrangiert. In den Jahren 1831 bis 1837 war er zur Gewehrfabrik in Potsdam und 1842 bis 1843 zum kombinierten Garde-Reserve-Bataillon nach Spandau kommandiert. 1846 erhielt er seine Beförderung zum Premierleutnant. Er nahm dann 1848 an der Niederwerfung der Märzrevolution in Berlin und der Schleswig-Holsteinischen Erhebung, dort insbesondere dem Gefecht bei Schleswig teil. Noch im Jahr 1848 stieg er zum Hauptmann und Kompaniechef auf. 1856 wechselte er mit der Beförderung zum Major ins 15. Infanterie-Regiment. Selchow wurde 1860 mit dem Roten Adlerorden IV. Klasse ausgezeichnet und avancierte 1861 zum Oberstleutnant. Er wurde 1862 Kommandeur des 4. Rheinischen Infanterie-Regiments Nr. 30. 1863 stieg er zum Oberst auf, wurde im selben Jahr Kommandeur der preußischen Besatzungstruppen in Frankfurt am Main und erhielt 1864 den Roten Adlerorden III. Klasse mit Schleife.
Im Deutschen Krieg stand er bei der Mainarmee und machte das Gefecht bei Hammelsburg mit. Noch im Jahr 1866 wurde er Führer einer Brigade beim I. Reserve-Armee-Korps, erhielt die Schwerter zum Roten Adlerorden III. Klasse, wurde Kommandant von Kassel, avancierte zum Generalmajor und wurde schließlich Kommandeur der 43. Infanterie-Brigade. Den Roten Adlerorden II. Klasse mit Eichenlaub und Schwertern am Ring hat er 1870 erhalten. Im selben Jahr wurde er Kommandeur der 2. Landwehr-Division, was er für das mobile Verhältnis auch blieb. Im Deutsch-Französischen Krieg nahm er an der Einschließung von Metz, der Schlacht von Noisseville und der Belagerung von Soissons teil. Selchow hat 1870 das Eiserne Kreuz und das Mecklenburgische Verdienstkreuz II. Klasse erhalten. Er wurde 1871 zum Generalleutnant befördert und zu den Offizieren von der Armee versetzt. Im selben Jahr fand er erneut als Kommandant von Kassel Verwendung und hat den Stern mit Eichenlaub und Schwertern zum Roten Adlerorden II. Klasse erhalten. Im Jahre 1874 wurde er mit Pension zur Disposition gestellt unter Verleihung des Roten Adlerorden I. Klasse mit Eichenlaub und Schwertern.